# Desulfotomaculum thermoacetoxidans
Desulfotomaculum thermoacetoxidans è una specie di batterio appartenente alla famiglia delle Peptococcaceae.